# Ernesto Bonavoglia
Ernesto Bonavoglia (Grumo Appula, 12 settembre 1895 – Santo Spirito, 12 novembre 1963) è stato un militare e aviatore italiano, che giocò con il ruolo di portiere del squadra di calcio del Vicenza nel campionato di Prima Divisione 1914-1915 totalizzando 14 presenze. Il campionato di calcio terminò con l'entrata in guerra Regno d'Italia, ed arruolato nel Regio Esercito fu assegnato al Servizio Aeronautico dove si distinse nel corso delle operazioni belliche, venendo decorato di due Medaglie d'argento al valor militare.

## Biografia
Nacque a Grumo Appula,in provincia di Bari, il 12 settembre 1895. Diplomatosi ragioniere, nel campionato di calcio 1914-1915 ricoprì il ruolo di portiere nella squadra di calcio del Vicenza, impegnata nel torneo Veneto-Emiliano di Prima Divisione, esordendo in Vicenza-Hellas Verona (3-2) del 25 ottobre 1914.
Giocò un totale di 14 partite, parando anche un rigore al giocatore dell'F. C. Internazionale Luigi Cevenini III.
Terminato il campionato per l'entrata in guerra del Regno d'Italia, il 1 giugno 1915 fu arruolato nel Regio Esercito, assegnato al 4º Reggimento artiglieria da fortezza. 
Il 7 dicembre dello stesso anno si trasferì a Torino in qualità di Allievo ufficiale presso il Gruppo Aviatori volontari per il Servizio Aeronautico, conseguendo il brevetto di pilota su velivolo Blériot XI.
Promosso sottotenente di complemento del genio con Decreto Luogotenenziale del 16 luglio 1916, entrò in servizio presso il Battaglione Scuola Aviatori, conseguendo la qualifica di pilota militare. Assegnato alla 76ª Squadriglia caccia, equipaggiata con i Nieuport 11, il 1 novembre 1916 si trovava impegnato in una missione di scorta a un bombardiere Caproni, quando quest'ultimo fu attaccato da due caccia Albatros. Impegnò subito combattimento, e nonostante avesse il velivolo danneggiato in più punti il suo intervento consentì al bombardiere di continuare la missione. Il 18 maggio 1917 in un combattimento aereo nel cielo di Biglia, costrinse il velivolo avversario ad effettuare un atterraggio nei pressi di Terranova, e per questo fatto fu decorato con la prima Medaglia d'argento al valor militare e promosso tenente. Il 17 giugno abbatte, insieme al Tenente Luigi Olivi, un velivolo austriaco a Ranziano.
Il 1 agosto diviene comandante della 1ª Sezione della 83ª Squadriglia operante al seguito del Corpo di spedizione italiano in Macedonia, e il 5 ottobre successivo, volando su uno SPAD S.VII costrinse un velivolo tedesco a discendere sulla pianura di Resen (Macedonia), colpito dalla sua mitragliatrice e riceve la seconda Medaglia d'argento al valor militare. Il 10 novembre la 1ª Sezione si trasformò nella 73ª Squadriglia operante da Salonicco in supporto alle truppe della 35ª Divisione, di cui egli assume il comando.
Il 1º gennaio 1918 Bonavoglia si ferisce seriamente in un incidente di volo su Nieuport 17 ed il comando passa al tenente Giovanni Righi.
Dopo la fine della guerra lasciò la vita militare e rientrò a Grumo Appula. Fu Commissario prefettizio e poi primo Podestà (22 marzo 1927-23 luglio 1929), facendo realizzare tra le varie opere, il campo di calcio, e il mercato coperto. Ritiratosi definitivamente a vita privata dopo il suo mandato amministrativo, elesse domicilio a Santo Spirito, all'epoca una frazione di Bari, dove si spense il 12 novembre 1963. Una via del quartiere Santo Spirito a Bari porta il suo nome, così come una di Grumo Appula.

### Fonti
1. ↑  Mancini 1936, p. 104.
2. 1 2  Lanerossi Vicenza.
3. 1 2  Grumonline.
4. 1 2 3 4 5 6 7 8 9 10  Cersòsimo 2015, p. 55.
5. ↑   Bollettino ufficiale delle nomine, promozioni e destinazioni negli ufficiali e sottufficiali del R. esercito italiano e nel personale dell'amministrazione militare, 1917,  p. 4440. URL consultato l'11 marzo 2020.